# Culicoides omogensis
Culicoides omogensis är en tvåvingeart som beskrevs av Arnaud 1956. Culicoides omogensis ingår i släktet Culicoides och familjen svidknott. Inga underarter finns listade i Catalogue of Life.